# Sesselia
Sesselia is een geslacht van kevers uit de familie bladkevers (Chrysomelidae).
De wetenschappelijke naam van het geslacht werd in 1931 gepubliceerd door Laboissiere.

## Soorten
- Sesselia abyssinica Laboissiere, 1937
- Sesselia apicalis Laboissiere, 1937
- Sesselia femorata Laboissiere, 1937
- Sesselia flavicincta Laboissiere, 1937
- Sesselia lepida (Laboissiere, 1931)
- Sesselia metallica Laboissiere, 1939
- Sesselia nigrocincta Bryant, 1958
- Sesselia pusilla (Gerstaecker, 1871)